# Pierre Plantade (Sériers)
Pour les articles homonymes, voir Plantade.
La Pierre Plantade, appelée aussi menhir de Bargueyrac, est un menhir incertain situé dans la commune de Sériers, dans le département français du Cantal.

## Protection
L'édifice fait l'objet d'un classement aux monuments historiques depuis le 4 avril 1911.

## Description
La pierre mesure 1,40 m de hauteur sur 0,60 m de largeur. Il comporte un petit trou au sommet qui correspond peut-être à la fixation ancienne d'une croix. Aucun indice archéologique certain ne permet d'indiquer qu'il s'agisse bien d'un menhir.